# Nur-ad-Din al-Bitrují
Abu-Ishaq Nur-ad-Din al-Bitrují al-Ixbilí (àrab: أبو إسحاق نور الدين البطروجي الإشبيلي, Abū Isḥāq Nūr ad-Dīn al-Biṭrūjī al-Ixbīlī), més conegut simplement com Nur-ad-Din al-Bitrují o, a Occident, pel nom llatinitzat Alpetragius, catalanitzat Alpetruixí (c. 1185-1192 - c. 1204), fou un astrònom i un cadi andalusí.
Al-Bitrují va ser el primer astrònom que va presentar un model astronòmic no-ptolemaic com a alternativa als models de Ptolemeu, amb els planetes suportats per esferes geocèntriques. Un altre aspecte original del seu sistema era que va proposar una causa física dels moviments celestes.

## Vida
Gairebé no se sap res de la seva vida, tret que probablement el seu nom derivi de Los Pedroches (al-Biṭrawx), una regió propera a Còrdova, encara que no es pot afirmar que fos el seu lloc de naixement. Una part dels historiadors situaven en el passat el seu origen bé a Sevilla o bé a l'actual territori del Marroc.
Va ser deixeble d'Ibn Tufayl i contemporani d'Averrois.

## Model planetari
Al-Bitrují va proposar una teoria sobre el moviment planetari en la qual desitjava evitar els epicicles i els excèntrics, i explicar els fenòmens peculiars de les estrelles errants, combinant rotacions d'esferes homocèntriques. Aquesta va ser una modificació del sistema de moviment planetari proposat pels seus predecessors, Ibn Bajja i Ibn Tufayl. No va aconseguir substituir el model planetari de Ptolemeu, ja que les prediccions numèriques de les posicions planetàries en la seva configuració eren menys precises que les del model Ptolemaic, a causa de la dificultat d'assignar el model d'epicicles de Ptolemeu a les esferes concèntriques d'Aristòtil.
Es va suggerir sobre la base de les traduccions llatines que el seu sistema és una actualització i reformulació de la d'Èudox de Cnidos combinada amb el moviment d'estrelles fixes desenvolupada per az-Zarqalí. No obstant això, no se sap si els cosmòlegs al-andalusos van tenir accés o coneixement de les obres d'Èudox.
Un dels aspectes originals del sistema d'al-Bitrují és la seva proposta d'una causa física de moviments celestes. Combina la idea d'impetus, proposada per Joan Filopò, i el concepte de xawq (‘desig’) d'Abu-l-Barakat per explicar com l'energia es transfereix d'un primer motor situat a la novena esfera a altres àmbits, explicant les velocitats variables de les altres esferes i els diferents moviments. Contradiu la idea aristotèlica que hi ha un tipus específic de dinàmica per a cada món, aplicant la mateixa dinàmica sublunar i als mons celestes.

## Obra
Al-Bitrují va escriure Kitab al-haya (àrab: كتاب الهيئة, Kitāb al-hayʾa, ‘Llibre de l'aspecte’) on critica l'Almagest de Claudi Ptolemeu des d'un punt de vista físic. Va ser conegut a Europa entre els segles xiii i xvi, i va ser considerat com una alternativa vàlida a l'Almagest de Ptolemeu en cercles escolàstics.
Aquesta obra va ser traduïda al llatí per Miquel Scot en 1217 amb el títol De motibus celorum (impresa per primera vegada a Viena el 1531). Moisès ibn Tibbon en va fer una traducció hebrea el 1259.
També hi ha un tractat anònim sobre marees que conté materials aparentment presos d'al-Bitrují (Escorial MS 1636, datat el 1192).

## Eponímia
El cràter lunar Alpetragius porta el seu nom.